# 한단의
한단 의(邯鄲義, ? ~ ?)는 후한 중기의 관료이다.

## 행적
환제 때, 대장군 양기가 세도를 부리니 수많은 대신들이 그에게 아첨하였으나 정위 한단의와 광록훈 원우만은 아첨하지 않고 몸가짐을 바르게 하였다. 이후 양기가 주살되었을 때 대신들 또한 주살되어 조정이 텅 비었는데, 이들과 상서령(尙書令) 윤훈만은 목숨을 보전하였다.

## 출전
- 범엽, 《후한서》 권34 양통열전 · 권45 원장한주열전

| 전임 곽진? 풍곤? | 후한의 정위 (159년 당시) | 후임 풍곤? 곽희? |